# Hartmann Madl
Hartmann Madl (* 16. November 1939 in Oberpolling; † 5. Januar 2011 in Grenchen) war ein deutscher Fußballspieler, der als Stürmer des Karlsruher SC in den Jahren 1963 bis 1966 in der Fußball-Bundesliga 40 Spiele absolviert und dabei 15 Tore erzielt hat.

## Spielerlaufbahn
Hartmann Madl stammte aus Oberpolling im Landkreis Passau in Niederbayern.
Zur Debütsaison der Bundesliga, 1963/64, kam der Amateurfußballer aus der Landesliga Südbayern, vom 1. FC Passau, zum Karlsruher SC, der mit dem 1. FC Nürnberg, Eintracht Frankfurt, VfB Stuttgart und TSV 1860 München aus der alten Oberliga Süd für die neue Fußball-Bundesliga nominiert worden war. Der Angreifer aus Passau hatte im Länderpokalwettbewerb 1962/63 in der Auswahl von Bayern in den zwei ersten Rundenspielen gegen den Mittelrhein (5:1) und Westfalen (3:2) im Angriff neben Dieter Zettelmaier und Willibald Mikulasch gestürmt und ein Tor beim Sieg in Frechen erzielt. Im Halbfinale und im Finalspiel gegen Hessen (3:1) stürmte an seiner Stelle aber Heinz-Herbert Kreh vom 1. FC Haßfurt.
Neben Madl verpflichteten die Badener noch die weiteren Offensivkräfte Erwin Metzger, Siegfried Stark, Gerd Kentschke und Klaus Zaczyk. Metzger und Stark kamen aus der Fußball-Oberliga Süd, Kentschke (Westfalen) und Madl (Bayern) aus dem Amateurlager und Zaczyk war dem KSC in der DFB-Jugendnationalmannschaft aufgefallen. Madl, ein einsatzfreudiger, kraftvoller, kopfball- und schussstarker Stürmer für die Spitze, absolvierte sein erstes Spiel in der Bundesliga am 31. August 1963 bei der 0:4-Auswärtsniederlage beim 1. FC Köln. Zusammen mit Reinhold Wischnowsky, Josef Marx, Otto Geisert und Erwin Metzger bildete er dabei gegen die klar überlegenen Kölner den Angriff der Blau-Weißen aus dem Wildpark. Am fünften Spieltag, den 21. September, traf er bei der 1:3-Heimniederlage und dem Bundesligadebüt von Kentschke gegen Borussia Dortmund erstmals in der Bundesliga. Der KSC wies nach fünf Spieltagen 2:17 Tore und 0:10 Punkte auf. Die Anpassung an die erhöhten Anforderungen der Bundesliga verliefen mühsam in Karlsruhe. Trainer Kurt Sommerlatt setzte Madl in vierzehn Spielen ein und der Mann aus Passau steuerte zum Klassenerhalt der Karlsruher drei Treffer bei.
Im zweiten Jahr in Karlsruhe, 1964/65, erlebte Madl ab dem dreizehnten Spieltag seine erfolgreichste Zeit beim KSC. Am 28. November 1964 kam er am 13. Spieltag der Vorrunde zum zweiten Einsatz. In der 64. Spielminute erzielte er den zwischenzeitlichen 1:1-Ausgleichstreffer bei der 1:2-Niederlage bei Hertha BSC. Nach dem 27. Spieltag, den 10. April 1965, hatte er mit seinen zwei Treffern bei Hannover 96 seine Bilanz auf 18 Spiele und zwölf Tore ausgebaut. Madl führte damit die KSC-Torschützenliste vor Horst Wild mit elf Treffern und Hans Cieslarczyk mit acht Toren an. Die gute persönliche Rundenbilanz wurde aber getrübt durch das schwache Abschneiden des KSC, der nur den 15. Rang belegen konnte und im Januar 1965 Trainer Sommerlatt durch Helmut Schneider ersetzt hatte.
Im dritten KSC-Jahr konnte Madl seine Trefferqualitäten aber nicht bestätigen, kam dementsprechend nur noch acht Mal zum Einsatz und absolvierte schließlich am 23. April 1966 bei der 1:3-Auswärtsniederlage bei Werder Bremen sein letztes Bundesligaspiel.
Zur Runde 1966/67 wechselte der in Karlsruhe durch seine Natürlichkeit und Einsatzfreude beliebte Spieler in die Schweiz zum FC Grenchen in die Nationalliga A, wo er bis 1969 aktiv war. Er begann in der Schweiz als gefürchteter Mittelstürmer, machte dann eine Wandlung über den Mittelfeldspieler zum Ausputzer durch. Es schlossen sich die Stationen beim FC Aarau und dem FC Fribourg an. Im Kanton Bern, beim SC Burgdorf, beendete er von 1972 bis 1974 als Spielertrainer seine Fußballkarriere.